# Spathius longus
Spathius longus är en stekelart som beskrevs av Chen och Shi 2004. Spathius longus ingår i släktet Spathius och familjen bracksteklar. Inga underarter finns listade i Catalogue of Life.